# 에리카: 푸른 불꽃
"에리카: 푸른 불꽃"은 2020년에 개봉한 대한민국과 일본의 합작 영화이다.

## 캐스팅
- 아마츠카 모에 : 에리카 역
- 송채린 : 희선 역
- 정승교 : 준혁 역
- 코스키 카이드
- 정다이